# Sant Jeroni penitent (Mestre de la Seu d'Urgell)
Sant Jeroni penitent és un quadre del Mestre de la Seu d'Urgell pintat cap a 1495 que actualment forma part de la col·lecció permanent del Museu Nacional d'Art de Catalunya. Procedeixen de les portes de l'orgue de la catedral de la Seu d'Urgell (Alt Urgell)

## Descripció
De tots els fragments que formaven el conjunt decoratiu de les portes de l'orgue de la catedral de la Seu d'Urgell, destaca, per qualitat i originalitat, l'escena de la Presentació de Jesús al Temple.
Aquesta representació esdevé un tema popular en la iconografia de l'època i s'utilitza amb la finalitat de remarcar l'important paper que la providència assigna a l'Església en la seva missió redemptora. De fet, tot el programa iconogràfic gravita a l'entorn del tema de l'Església com a comunitat de creients.